# Ведерников, Алексей Степанович
Алексей Степанович Ведерников (1880—1919) — русский революционер, большевик, участник борьбы за установление Советской власти в Москве.

## Биография
Родился в Омске в семье мелкого чиновника 27 января (по новому стилю — 8 февраля) 1880 г. С началом самостоятельной жизни работал учеником на заводе. В 1895—1896 гг. под влиянием ссыльных становится членом народовольческого кружка, ведёт агитацию среди рабочих. В 19-летнем возрасте переезжает в Москву. Работает слесарем на заводе «Бромлей», в 1897 г. вступает в социал-демократическую организацию, ведёт агитацию среди рабочих. Примерно в 1901 г. переходит на нелегальное положение. В 1904 г., опасаясь мобилизации во время войны с Японией, уезжает за границу. После раскола РСДРП примыкает к большевикам.
В 1905 г. возвращается в Россию, ведёт партийную работу на Урале, затем в Томске. Член Томского комитета РСДРП, организатор политических стачек, руководитель социал-демократической боевой дружины. В октябре 1905 г. находился в захваченном революционерами помещении управления Сибирских железных дорог, ему удалось спастись во время осады и поджога здания полицией и черносотенцами и бежать в Москву. В Москве он устроился работать слесарем на заводе «Дукс», принял участие в работе Московской партийной организации большевиков. Член МК РСДРП и Военно-технического бюро. Один из организаторов боевых социал-демократических дружин. Участвовал в декабрьском восстании в Бутырском районе и на Пресне.
В 1906—07 гг. — на Урале, член Уральского областного комитета партии. От Пермской организации был делегатом на Лондонский съезд РСДРП. По возвращении в Россию вёл нелегальную работу в Московском Военно-техническом бюро партии.
Арестован 14 августа 1907 г. во время поездки в Финляндию. 9—17 апреля Московской судебной палатой по делу Военно-технического бюро был по 2 части 102 статьи уголовного уложения и 2731 статьи книги XXII Свода военных постановлений приговорен к каторжным работам. Содержался в тюрьме г. Ярославль до июня 1914 г., затем отправлен на поселение в Енисейскую губернию. Поселился в с. Казачинском. Работал бухгалтером и минералогом, занимался репетиторством и журналистикой.
В апреле 1917 г. возвратился в Москву, активно участвовал в работе окружной организации большевиков, выезжал в уезды в качестве партийного агитатора и лектора. Первая Окружная конференция большевиков в апреле 1917 г. избрала его делегатом на Всероссийскую апрельскую конференцию партии. 25 июня 1917 года был избран гласным Московской городской думы. Был избран в Исполком Московского Совета, где был одним из самых ярких представителей большевистской фракции, оппонентом меньшевиков и эсеров.
Принимал участие в организации московской Красной гвардии, был представителем большевистской фракции Моссовета в центральном штабе Красной гвардии. Во время Октябрьской революции был членом Московского Военно-революционного комитета. Руководил операцией по захвату телеграфа, телефона и почты.
В марте 1918 г. уехал в Нижегородскую губернию, где работал комиссаром Выксунских и Кулебакских заводов. Летом 1918 возглавлял отряд рабочих, подавивший контрреволюционный мятеж в Муроме и предотвративший дальнейшее продвижение белых по Казанской железной дороге в Москву.
Умер 12 января 1919 года в Выксе. Похоронен на Ваганьковском кладбище (59 уч.).

## Память
- Один из ключевых персонажей фильма «Сердце России» (1970 г.), снятого режиссёром Виктором Авдюшко.
- Именем революционера назван Ведерников переулок в Таганском районе Москвы, а также улица в городе Балей.
- Его именем названа улица в городе Выкса.